# Сетунь Малая
Се́тунь Ма́лая — деревня в Одинцовском районе Московской области, входит в городское поселение Новоивановское. Расположена на пересечении МКАД и Минского шоссе, на границе Москвы и Московской области.

## Население
| 2002 | 2006 | 2010 |
| ---- | ---- | ---- |
| 37   | →37  | ↗69  |

## Транспорт

### Автобус
По Минскому шоссе проходит автобусный маршрут № 139 — (м. Филёвский парк — м. Славянский бульвар — плтф. Трёхгорка).

### Железнодорожный транспорт
- пл. Немчиновка Смоленского направления Московской железной дороги